# Кудоярове
Кудоя́рове —  село в Україні, у Зноб-Новгородській селищній громаді Шосткинського району Сумської області. Населення становить 5 осіб. До 2020 орган місцевого самоврядування — Зноб-Трубчевська сільська рада.

## Географія
Село Кудоярове знаходиться на правому березі річки Знобівка, вище за течією на відстані 1 км розташований смт Зноб-Новгородське, нижче за течією на відстані 0,5 км розташоване село Карпеченкове, на протилежному березі - село Зноб-Трубчевська.

## Символіка
На гербі зображений вовк який заблукав між трьома стеблами пшениці. Герб вказує на ліси та поля біля села.

## Історія
Кудоярове було засновано в 1923-1924 рр. переселенцями з навколишніх населених пунктів і спочатку входило до складу Селецької волості Трубчевського повіту Брянської губернії, а з 1925 року - Трубчевської волості Почепського повіту Брянської губернії.
До складу України воно було передано лише 1 вересня 1926 року, після прийняття Президією ЦВК СРСР постанови від 16 жовтня 1925 «Про врегулювання кордонів УРСР з РРФСР і БРСР».
Кудоярове було невеликим населеним пунктом і в 1926 році налічувало 40 дворів, у яких проживало 200 жителів, в 1989 році - 10 жителів, а в 2001 році - 7 жителів. Воно відносилося до неперспективних населених пунктів і майже спорожніло.
12 червня 2020 року, відповідно до розпорядження Кабінету Міністрів України № 723-р «Про визначення адміністративних центрів та затвердження територій територіальних громад Сумської області», село увійшло до складу Зноб-Новгородської селищної громади.
19 липня 2020 року, в результаті адміністративно-територіальної реформи та ліквідації Середино-Будського району, село увійшло до складу новоутвореного Шосткинського району.